# Derebucak Tol Hanı
Die Karawanserei des Derebucak Tol Hanı gehört zu den seldschukischen Karawanenstationen der Kesikbeli-Karawanenroute des 13. Jahrhunderts zwischen dem Zentrum der Rum-Seldschuken in Zentralanatolien, Konya, und den Hafenstädten Alanya und Antalya am Mittelmeer. Sie war die siebte Karawanserei auf dieser Karawanenroute etwa 40 km südwestlich von Beyşehir nördlich des İlçe-Zentrum Derebucak (Provinz Konya) an der neuen Fernstraße (Gembos Yolu) von Beyşehir nach Akseki bzw. Manavgat.
Die Reste des Derebucak Tol Hanı liegen in der Gemarkung Tollar im Westen des Landkreises Derebucak am Nordufer des Karakısık Çayı. Bei Untersuchungen 1993 wurde die Größe des Baus  in Ost-West-Richtung mit 11 m × 80 m ermittelt. Dabei wurden gleichzeitig auch Reste einer alten Straße (Steinpflaster sind noch vorhanden) und eine Zisterne nordöstlich des Gebäudes entdeckt. Es gibt zudem eine kleine Moschee am westlichen Ende der Karawanserei. Im Park vor der Großen Moschee von Derebucak fand man Überreste von zwei Halbinschriften mit zwei verschiedenen Schreibstilen (von Karawanserei und Moschee), die als zum Derebucak Tol Han gehörend identifiziert wurden (s. u.). Bei 1995 durchgeführten Recherchen wurden diese Inschriften vom Imam der Moschee analysiert, wonach es sich um Inschriften von Karawansereien und Moscheen handelte. Es ist davon auszugehen, dass es sich um ein Hangebäude aus der ersten Hälfte des 13. Jahrhunderts handelt. Offenbar waren die Inschriftteile aus dieser Karawanserei als Spolien in der (zerstörten) Ulu Cami des Dorfes verwendet worden. In den 1970er Jahren waren die Wände der Karawanserei von den Dorfbewohnern abgerissen worden, um aus den Kalksteinen Zement herzustellen, und das Gebäude wurde dabei schwer beschädigt. Der Grundriss des Gasthauses, das Kurt Erdmann 1955 besuchte, ist im Katalog seines Werkes über die Karawansereien der anatolischen Seldschukenzeit enthalten, wo er den Komplex in Form einer Skizze darstellte. Danach wurde der Han bis 1995 nicht weiter untersucht.
Der 3 km nördlich von Derebucak am Nordrand der Gembos-Ebene gelegene Tol Hanı ist in sehr baufälligem Zustand. Er ist (nach bisherigem Wissenstand) das erste Ziel der Route von Kubadabad, dem Sommersitz seldschukischer Sultane am Südwestufer des Beyșehirsees, in Richtung Alanya. Die Karawanserei besteht aus einem einschiffigen in Nord-Süd-Richtung verlaufenden geschlossenen und 70 m langen Bau. Die nördliche Wand des Gebäudes, dessen Eingang von der Ostfassade aus erfolgt, wird wie in Ortapayam und Şarapsa Han (siehe dort), von rechteckigen Strebepfeilern getragen, während sich der Süden gegen den Berg lehnt. Die Eckpfeiler sind rund. Der Han war mit einem einzigen Gewölbe bedeckt und wurde von zwölf von Norden nach Süden aufgereihten Spitzbögen getragen. Der Masjid-Abschnitt hingegen, in Ost-West-Richtung angelegt, war mit einem einzigen Gewölbe ohne Bogen bedeckt, und anhand der Spuren an der Ostwand lässt sich die Lage der Mihrab-Nische erkennen. Aus verschiedenen Inschriften geht hervor, dass es sich um eine Karawanserei aus der ersten Hälfte des 13. Jahrhunderts handelt mit einer Bauzeit von 1234 (H. 632) oder 1244 (H. 642) sein.